# 板倉勝重
板仓胜重（日语：／ Itakura Katsushige，1545年—1624年6月14日）日本安土桃山时代到江户时代前期的旗本、大名。江户町奉行、京都所司代。板仓家宗家初代。流传至今的史料中大多称板仓伊贺守。胜重以善断的名奉行著称，运用优秀的能力和灵活的判断对许多事件和诉讼作出有理有据的裁定，甚至连败诉的人都心服口服。

## 生平
胜重是板倉好重的次男，出生于三河國額田郡小美村（现在的愛知縣岡崎市小美町）。幼年在淨土真宗的永安寺出家为僧。然而永祿4年（1561年）出仕深溝松平家的松平好景的父亲好重在善明提之战中战死，随后继承家督的弟弟定重也在天正9年（1581年）的高天神城之戰中战死，胜重奉德川家康之命还俗继承家督。
还俗以后的胜重主要从事政务工作。天正14年（1586年）家康把驻地从滨松移往骏府时胜重任骏府町奉行；天正18年（1590年）家康移封关东时被授予武藏國新座郡、丰岛郡1,000石，任关东代官、江户町奉行。關原之戰后的慶長6年（1601年），加封三河国3郡共计6,600石，被任命为京都町奉行（之后的京都所司代），负责维持京都治安并监视朝廷和大坂城的丰臣家。另外有说法认为是胜重组织了对德川家光的乳母的公开招募，而春日局就是参加了这次招募。
庆长8年（1603年）家康就任征夷大将军，开江户幕府之际叙任从五位下、伊贺守。庆长14年（1609年）加封近江、山城的1万6,600石知行领，位列大名。同年的猪熊事件中以京都所司代的身份，统合了後陽成天皇和家康的意見作出处分决定，加强了朝廷统制。庆长19年（1614年）成为大坂之阵的导火索的方廣寺鐘銘事件中和本多正純一同建议采取强硬态度。大坂之阵后江户幕府实施禁中並公家諸法度，胜重负责监视和指导朝廷对法度的实施工作。元和6年（1620年）把京都所司代职位让予长男重宗。
宽永元年（1624年）去世，享年79岁。

## 板仓政要
胜重和重宗作为奉行施善政，后世评价很高。胜重、重宗的裁定和逸话被编纂判例集《板倉政要》流传后世。其中的一些案例后来被安在后来的名奉行大岡忠相头上，收录进《大冈政谈》，例如落语中的“三方一両損”的故事（左官金太郎捡到3两金子，还给了失主大工•吉五郎，但被吉五郎拒收。于是做出裁定的官员就自己贴了一两金子，分给二人一人二两，因此官员、金太郎和吉五郎都相当于各损失一两金子）。另外《板仓政要》中也收录了一些根据明国的《包公案》、《棠阴比事》改编的故事。
《板仓政要》据说成书于元祿年间。彼时百姓渴望清官名奉行执政，就虚虚实实附会了很多有关前代的名奉行板仓胜重、重宗的故事。

## 脚注
1. ↑  丹野「江戸の名奉行」10項
2. ↑  丹野「江戸の名奉行」16項
3. ↑  丹野「江戸の名奉行」16.17項

## 小説
- 徳永真一郎『名判官・京都所司代　板倉勝重』(PHP文庫･『家康・十六武将』収録)

## 登場作品
- 『風神の門』 （NHK、1980年）演：寺田農
- 『徳川家康』（NHK、1983年）演：山本亘
- 『真田太平記』（テレビ東京、1985年）演：増田順司
- 『風雲!真田幸村』（テレビ東京、1989年）演：溝田繁
- 『葵 徳川三代』（NHK、2000年）演：鈴木瑞穂